# 崔奉植
崔 奉植（チェ・ボンシク、朝鮮語: 최봉식、1892年6月12日 - 1980年7月17日以降かつ1985年7月17日以前）は、日本統治時代の朝鮮および大韓民国の政治家。温陽面（現・温陽邑）長、西生面長、制憲韓国国会議員を歴任した。

## 経歴
慶尚南道蔚山郡出身。約10年間四書三経などの漢文を修学し、韓方の外科医学を研究した。温陽面長、西生面長、南倉金融組合役員などを務めた。
1980年7月17日付の東亜日報では存命中の制憲議員経験者のうち最高齢者の人物として紹介されているが、1985年7月17日付の京郷新聞では許政と紹介されているため、その間に死去したと思われる。